# Carol Shea-Porter

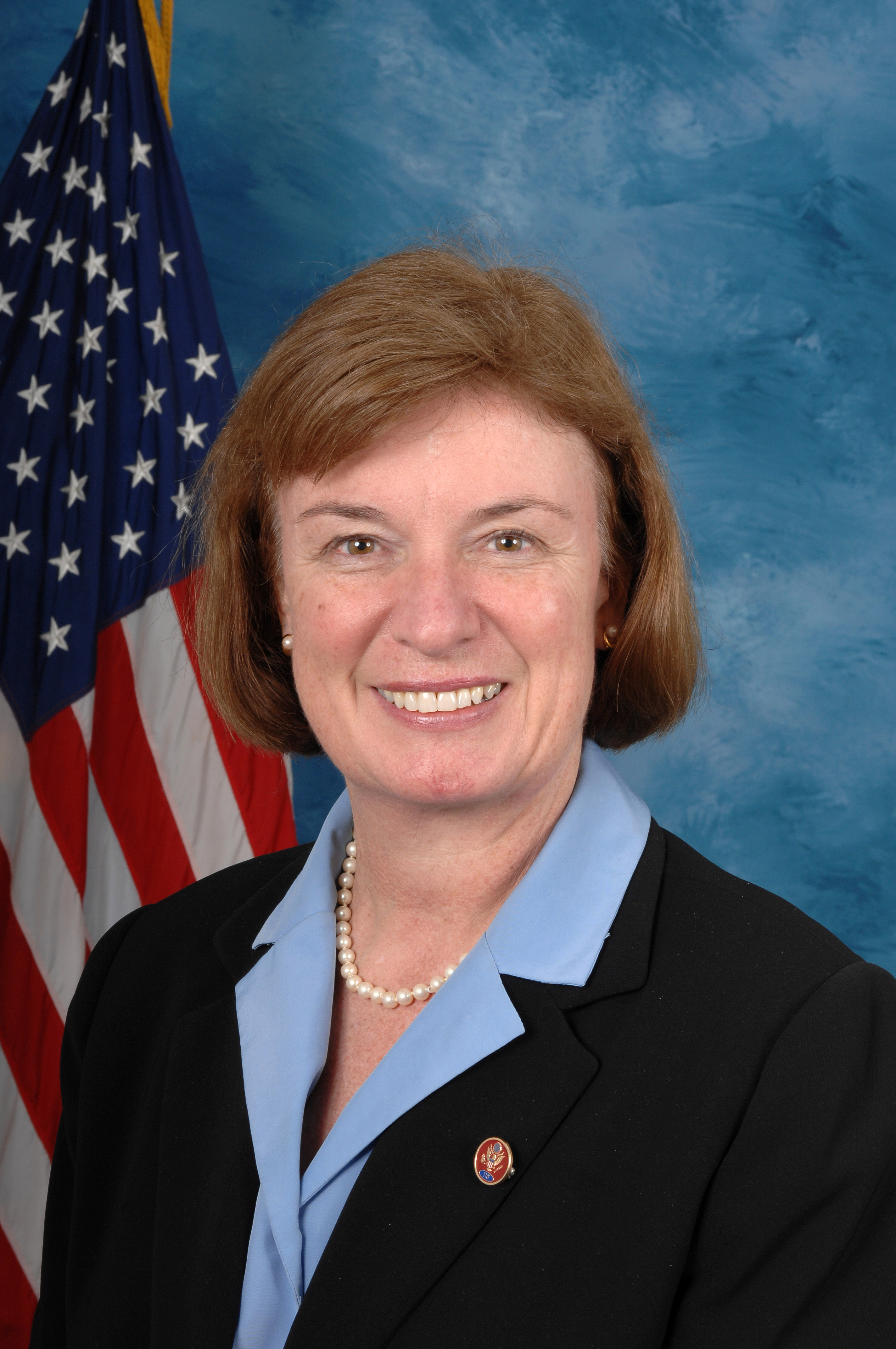
Carol Shea-Porter

Carol Shea-Porter, född 2 december 1952 i New York, är en amerikansk demokratisk politiker. Hon representerade delstaten New Hampshires första distrikt i USA:s representanthus 2007–2011.
Shea-Porter studerade vid University of New Hampshire och avlade 1975 sin kandidatexamen och 1979 sin master. Hon stödde Wesley Clark i demokraternas primärval inför presidentvalet i USA 2004.
Carol Shea-Porter besegrade sittande kongressledamoten Jeb Bradley i mellanårsvalet i USA 2006 med 51% av rösterna mot 49% för Bradley. Hon besegrade Bradley på nytt två år senare. I mellanårsvalet 2010 besegrades hon av republikanen Frank Guinta.
Shea-Porter är katolik. Hon och maken Gene Porter har två barn.